# Fernando de Eça, Alcaide-Mor de Vila Viçosa
Fernando de Eça (c. 1419 - a. 1 de Fevereiro de 1498 ou Mombaça, 15 de Agosto de 1501) foi um nobre e militar português.

## Biografia
D. Fernando de Eça era filho primogénito de D. Fernando de Eça, Senhor de Eça, e de sua segunda mulher Leonor de Teive.
Foi Fidalgo da Casa Real e, também de acordo com Anselmo Braamcamp Freire nos Brasões da Sala de Sintra, Alcaide-Mor de Vila Viçosa.
Serviu em África e foi Fronteiro de Arzila, no tempo de Diogo Lopes de Sequeira. Em 1501 passou à Índia com D. Francisco de Almeida, como Capitão dum galeão. Com este Vice-Rei esteve em Quíloa e em Mombaça, onde faleceu num combate a 15 de Agosto do mesmo ano.
Casou em Castela cerca de 1444 com Juana de Saldaña ou Joana de Saldanha (c. 1425 - d. 1 de Fevereiro de 1498), filha de Fernán López de Saldaña e de sua mulher Constanza Vélez de Guevara, da qual teve um filho e duas filhas, e de mulher desconhecida teve um filho bastardo: 
- D. João de Eça (c. 1445 - a. 28 de Junho de 1508)
- D. Maria de Eça, casada com Hernando Abarca de Bolea y Ximénez de Galloz, filho de Íñigo Abarca de Bolea y Mendoza e de sua mulher Simona Ximénez de Galloz, com geração
- D. Leonor de Eça, casada com Íñigo de Morales, Estribeiro-Mor do Duque de Bragança
- D. Henrique de Eça (c. 1460 - ?), casado com Violante Jaques, da qual teve um filho: 
  - D. Fernando de Eça (c. 1498 - ?), Fidalgo da Casa Real, casado com Maria Fragoso, sem geração; a 9 de Abril de 1526 houve Alvará para se dar a D. Fernando de Eça, Fidalgo da Casa Real, 60 cruzados de ajuda de custo para fazer sua viagem à Índia

A 1 de Fevereiro de 1498, D. Joana, mulher que foi de D. Fernando de Eça, teve uma tença anual de 19.000 reais, da maneira que seu marido até aí a houvera por Carta de D. João II de Portugal. Parece ser o mesmo D. Fernando de Eça, mas tal não corresponde às circunstâncias conhecidas e da data da sua morte. Pode tratar-se duma confusão entre pai e um filho homónimo, que lhe teria sucedido na Alcaidaria-Mor e seria sucedido por seu irmão.